# Hilpersdorf (Wüstung)
Hilpersdorf (auch Hildboldesdorf, Hilpoltsdorf) ist eine mittelalterliche Wüstung auf dem Gebiet der kreisfreien Stadt Schweinfurt in Unterfranken. Die Siedlung wurde wahrscheinlich während des 17. Jahrhunderts im Zuge der Auseinandersetzungen im Dreißigjährigen Krieg verlassen.

## Geografische Lage
Die Ortswüstung ist im Westen des Stadtgebietes zu finden, im nordwestlichen Randbereich der einstigen Siedlung Askren Manor. Diese war bis zur Aufgabe des Schweinfurter US-Militärstandortes 2014 von Amerikanern bewohnt und befindet sich derzeit (2018) im Umbau. Sie wird seit März 2018 Bellevue genannt und liegt im Stadtteil Musikerviertel.
Noch heute wird die Siedlungsstelle mit der Flurlage „Hilperskirche“ bezeichnet. Die Flur wird im Westen von der Straße Am Ochsenrasen, im Nordwesten von der Euerbacher Straße und einem kleinen Gemeindeteil, der bereits seit etwa 100 Jahren „Bellevue“ heißt, im Osten von der Maple Street und im Süden von einer Linie 90 m nördlich der Lee Street begrenzt. Die amerikanischen Straßennamen wurden umbenannt, auch werden sich durch den Umbau des Viertels Straßenführungen verändern. Weiter im Nordosten schließen sich das Willy-Sachs-Stadion und andere Sportstätten an und 500 m nordwestlich der Flur Hilperskirche beginnt das Gemeindegebiet von Niederwerrn.

## Geschichte
Der Ortsname mit der Endung -dorf verweist auf eine relativ späte Gründung im 8. oder 9. Jahrhundert. Der ganze Name ist als Siedlung des Hiltpolt zu deuten. Damals hatten sich in der Region bereits die fränkischen Kolonisatoren ausgebreitet. Wahrscheinlich war das Dorf zunächst Teil des ausgedehnten fränkischen Königsgutes und wurde im 9. Jahrhundert an verdiente Adelige oder Klöster verschenkt. Hilpersdorf kam an das Kloster Fulda, in dessen Besitz es 951 erstmals urkundlich fassbar wird.
Neuerlich in den Quellen taucht Hilpersdorf im Jahr 1094 auf. König Heinrich IV. gab damals einige Güter und Wiesen an das neugegründete Kloster Theres. Unter den Schenkungen tauchte das Dorf „Hildboldesdorf“ auf. Am 29. Juni 1282 verlieh Rudolf von Habsburg der Stadt Schweinfurt eine eigene Gerichtsbarkeit und verfügte einen Gütertausch zwischen dem Deutschen Orden und der Stadt. Hiervon betroffen waren auch Eigengüter der Stadtbürger in Hilpersdorf.
In Hilpersdorf gab es 1313 mehrere sogenannte Rodehuben, wahrscheinlich Waldgüter, des Deutschen Ordens. Teilweise waren sie im Besitz von Schweinfurter Bürgern. In einem Urbar von 1337 tauchten die Huben wiederum auf. Damals wurde das Dorf „Hilpoltsdorf“ genannt. Im 14. Jahrhundert begann außerdem die Übersiedlung der Hilpersdorfer Bevölkerung in die sichere Stadt Schweinfurt. Allerdings bestand das Dorf dennoch weiter.
Im Jahr 1351 wurden Teile des Dorfes von Johannes von Henneberg an den Würzburger Fürstbischof Albrecht II. von Hohenlohe verpfändet. Dieser gab die Gefälle an der Neuerwerbung im Jahr 1359 an den Schweinfurter Schultheißen ab. Erst 1437 konnte die Stadt Schweinfurt das ganze Dorf erwerben. Die Gemarkung wurde aufgelöst und mit der der Stadt vereinigt. Dennoch bestand das Dorf als abhängiger Siedlungskomplex weiter fort.
Noch 1476 erhielt das Hochstift Würzburg einige Zehntabgaben aus dem Dorf, so wurden sogenannte Hühnerzinsen eingenommen. Erst während des Dreißigjährigen Krieges und der häufigen Durchzüge von feindlichen Truppen zog die Bevölkerung von Hilpersdorf es vor, hinter den sicheren Mauern der Stadt Zuflucht zu suchen. Hilpersdorf wurde spätestens 1647 zur Wüstung. Die Hilpersdorfer siedelten sich in der Schweinfurter Bauerngasse an und brachten auch ihre Bräuche mit. So wurde lange Zeit noch die Hilpersdorfer Kirchweih in Schweinfurt begangen. 1661 verschwand als letzter Rest die Kirchenruine. Untertägige Reste des Dorfes werden vom Bayerischen Landesamt für Denkmalpflege als Bodendenkmal eingeordnet.

## Beschreibung

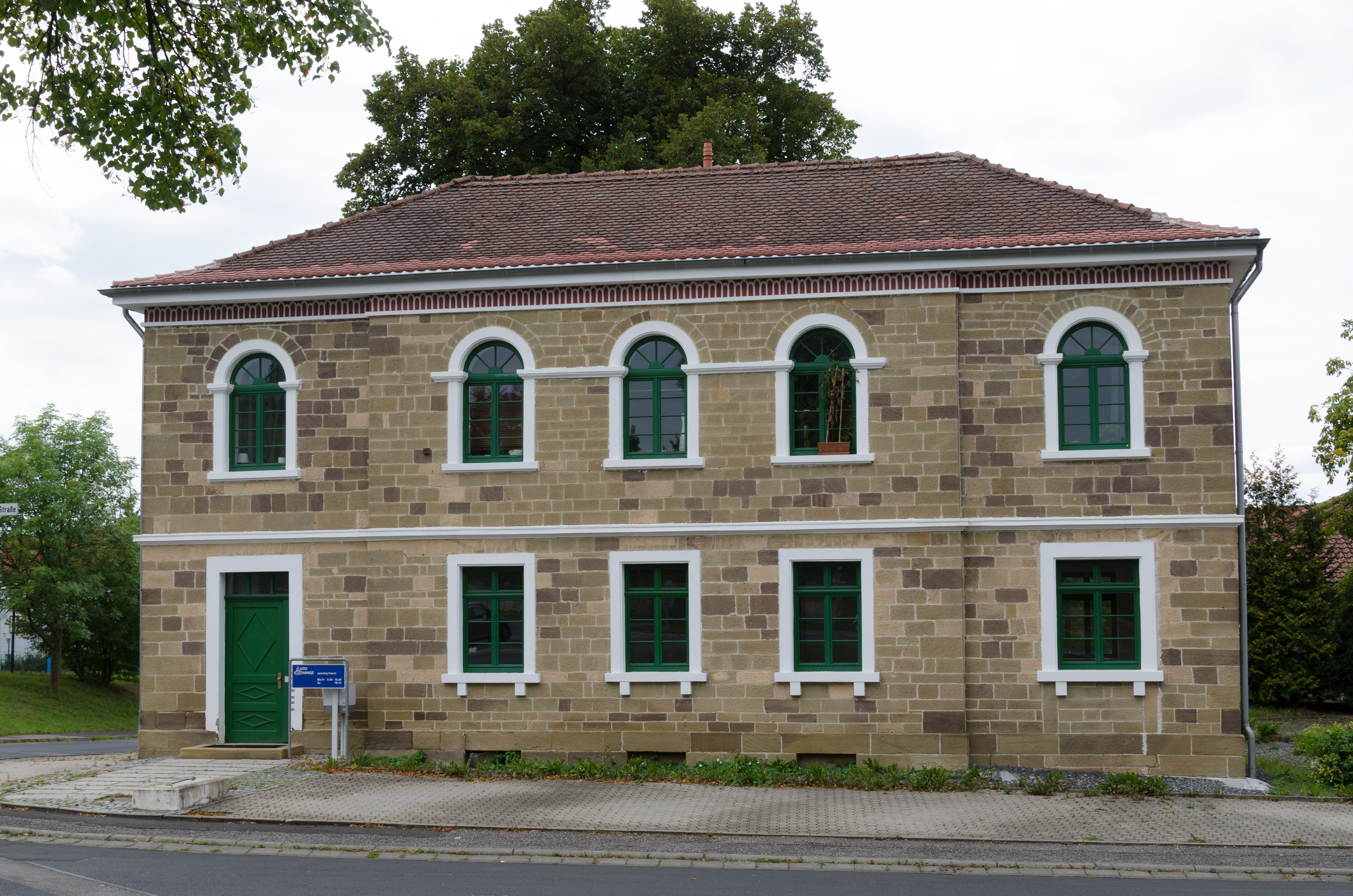
Bellevue, Fabrikantenvilla (1790)

Weite Teile des Areals der Flur Hilperskirche sind heute überbaut und die vierspurige Niederwerrner Straße (Bundesstraße 303) führt unweit nördlich des ehemaligen Siedlungsgebietes entlang. Die Flur befindet sich am hochwasserfreien Osthang des Werngrundes. Während der Bereich westlich der Wern, innerhalb des Wernbogens Überschwemmungsgebiet ist. Die Wüstung wird vom Bayerischen Landesamt für Denkmalpflege als Bodendenkmal D-6-5927-0004 Siedlung der Linearbandkeramik und mittelalterliche Wüstung „Hilpersdorf“ geführt (Stand 20. November 2017).

## Mühlen
Die Wern durchfließt noch heute die Wüstungsstelle von Hilpersdorf. Ursprünglich bestanden an dem Mainzufluss insgesamt vier Mühlen auf Hilpersdorfer Gemarkung: die Alte Mühle, die heute noch im Flurstück Altmühl überliefert ist, die Hildebuldesdorfer Mühle und die mule under dem hus. Die Flur An der Wernmühle hat ihren Ursprung in der mulen zu Werna. Alle Hilpersdorfer Mühlen sind im Zinsbuch des Deutschen Ordens von 1313 überliefert.